# The Love Toy

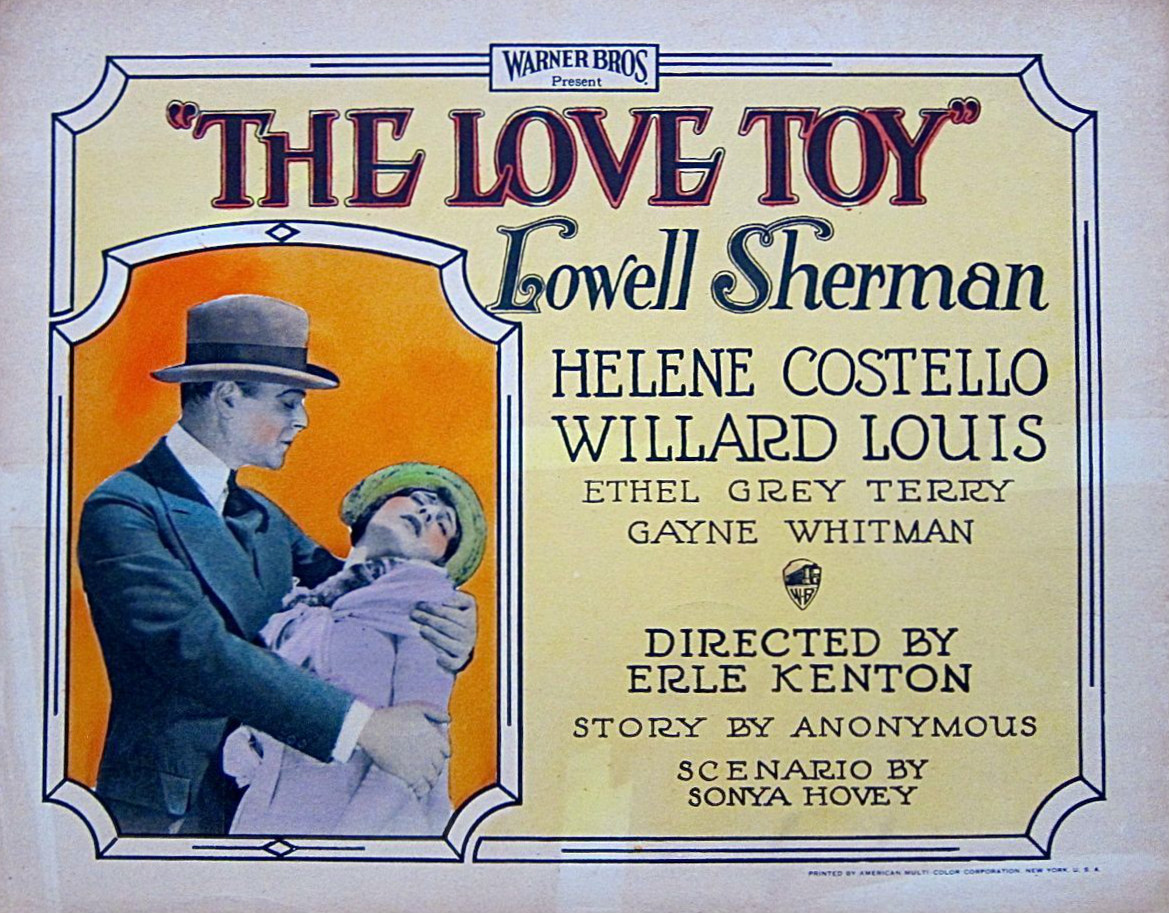
Affiche du film

The Love Toy est un film muet américain réalisé par Erle C. Kenton et sorti en 1926.

## Synopsis
L'histoire est centrée sur les passions des dirigeants de deux petits États, qui restent en guerre l'un contre l'autre et sur l'arrivée d'un beau jeune aventurier.

## Fiche technique
- Réalisation : Erle C. Kenton
- Scénario : Charles Logue
- Chef-opérateur : John J. Mescall
- Production : Warner Bros
- Date de sortie : 
  - États-Unis : 13 février 1926

## Distribution
- Lowell Sherman : Peter Remsen
- Jane Winton : la fiancée
- Willard Louis : le roi Lavoris
- Gayne Whitman : le premier ministre
- Ethel Grey Terry : la reine Zita
- Helene Costello : la princesse Patricia
- Maude George
- Myrna Loy